# Лил Пъмп
Гази Гарсия (на английски: Gazzy Garcia), по-известен като Лил Пъмп (на английски: Lil Pump), е американски рап изпълнител, музикален продуцент и композитор. Той става популярен със своята песен Gucci Gang, която достига до номер 3 в американските Billboard Hot 100. Също така тази негова песен е първата с платинена сертификация от RIAA. Гарсия издава своя дебютен албум – „Lil Pump“, на 6 октомври 2017 година.

## Биография
Гази Гарсия е роден на 17 август 2000 г. в Маями, Флорида, но родителите му са от Колумбия. Когато е на 13 години, неговият братовчед – Омар Пинейро, по-известен като Смоукпърпп, го въвежда в музиката. Двамата започват съвместни колаборации. Гарсия е бил изключен от множество начални училища, и след това е записан в гимназия, но и там е изключен заради сбиване и подбуждане на бунт.

## Правни въпроси
На 15 февруари 2018 г. е арестуван за изстрел с оръжие в населено място. Според мениджъра на Гарсия трима мъже са се опитали да влязат в дома на Гарсия в долината на Сан Фернандо около 16:00, след което по вратата е стреляно, според полицията отвътре, въпреки че открива куршума вътре в дома. Когато се връща по-късно със заповед за обиск, намира под балкона незареден пистолет, както и боеприпаси на друго място. Майката на Гарсия е обект на разследване за застрашаване на живота на непълнолетно лице и нерегистрирано огнестрелно оръжие в дома си.

## Дискография

### Сингли
- Lil Pump (2016)
- Elementary (2016)
- Ignorant (2016)
- Gang Shit (2016)
- Drum$tick (2016)
- Movin (с участието на Smokepurpp) (2017)
- Boss (2017)
- Flex Like Ouu (2017)
- D Rose (2017)
- Molly (2017)
- Next (с участието на Rich The Kid) (2017)
- Gucci Gang (2017)
- Designer (2017)
- Iced Out (2 Chainz) (2017)
- Back (с участието на Lil Yachty) (2017)
- Crazy (2017)
- Smoke My Dope (с участието на Smokepurpp) (2017)
- What You Gotta Say (с участието на Smokepurpp) (2017)
- Foreign (2017)
- At The Door (2017)
- Youngest Flexer (с участието на Gucci Mane) (2017)
- Whitney (с участието на Chief Keef) (2017)
- Pinky Ring (с участието на Smokepurpp и Rick Ross) (2017)
- ESSKEETIT (2018)
- iShyne (с участието на Carnage) (2018)
- Baby Daddy (с участието на Lil Yachty, Offset) (2018)
- Welcome To The Party (с участието на Diplo, French Montana, Zhavia Ward) (2018)
- Drug Addicts (2018)
- Nephew (Smokepurpp, с участието на Lil Pump) (2018)
- I Love It (с участието на Kanye West) (2018)
- Multi Millionaire (с участието на Lil Uzi Vert) (2018)
- Arms Around You (с участието на XXXTentacion, Swae Lee & Maluma) (2018)
- Butterfly Doors (2018)
- Racks on Racks (2019)
- Be Like Me (с участието на Lil Wayne) (2019)
- Coronao Now (с участието на El Alfa El Jefe) (2019)
- Illuminati (с участието на Ануел АА) (2020)

### Студийни албуми
- Lil Pump (2017)
- Harverd Dropout (2019)
- Lil Pump 2 (2023)

|  | Тази страница частично или изцяло представлява превод на страницата Lil Pump в Уикипедия на английски. Оригиналният текст, както и този превод, са защитени от Лиценза „Криейтив Комънс – Признание – Споделяне на споделеното“, а за съдържание, създадено преди юни 2009 година – от Лиценза за свободна документация на ГНУ. Прегледайте историята на редакциите на оригиналната страница, както и на преводната страница, за да видите списъка на съавторите. ВАЖНО: Този шаблон се отнася единствено до авторските права върху съдържанието на статията. Добавянето му не отменя изискването да се посочват конкретни източници на твърденията, които да бъдат благонадеждни. |